# Abel Xavier
Abel Luís da Silva Costa Xavier (* 30. listopadu 1972, Nampula, Mosambik) je bývalý profesionální fotbalový obránce, reprezentant Portugalska a později fotbalový trenér. Je známý pro jeho excentrické účesy.
Na klubové úrovni působil mimo Portugalsko v Anglii, Itálii, Španělsku, Nizozemsku, Německu, Turecku a USA.

## Trenérská kariéra
V roce 2013 působil i jako trenér portugalského klubu SC Olhanense. V letech 2014–2015 byl trenérem portugalského týmu SC Farense a v roce 2015 převzal CD Aves.